# Anisonyches deliquus
Anisonyches deliquus är en djurart som tillhör fylumet trögkrypare, och som beskrevs av Chang och Rho 1998. Anisonyches deliquus ingår i släktet Anisonyches och familjen Echiniscoididae. Inga underarter finns listade i Catalogue of Life.